# Santo Antônio de Nova Belém
Santo Antônio de Nova Belém é um distrito do município brasileiro de Nova Belém, no interior do estado de Minas Gerais. Segundo o censo demográfico de 2022, realizado pelo Instituto Brasileiro de Geografia e Estatística (IBGE), sua população era de 670 habitantes e havia 254 domicílios particulares permanentes ocupados. Possui área de 43,35 km² conforme a Fundação João Pinheiro (FJP).
De acordo com o IBGE, em 2010 a população era de 892 habitantes e havia 449 domicílios particulares.
Foi criado pela lei nº 739 de 9 de maio de 1994. Está localizado na divisa com o estado do Espírito Santo.